# Röschitz
Röschitz osztrák mezőváros Alsó-Ausztria Horni járásában. 2024 januárjában 1121 lakosa volt.

## Elhelyezkedése

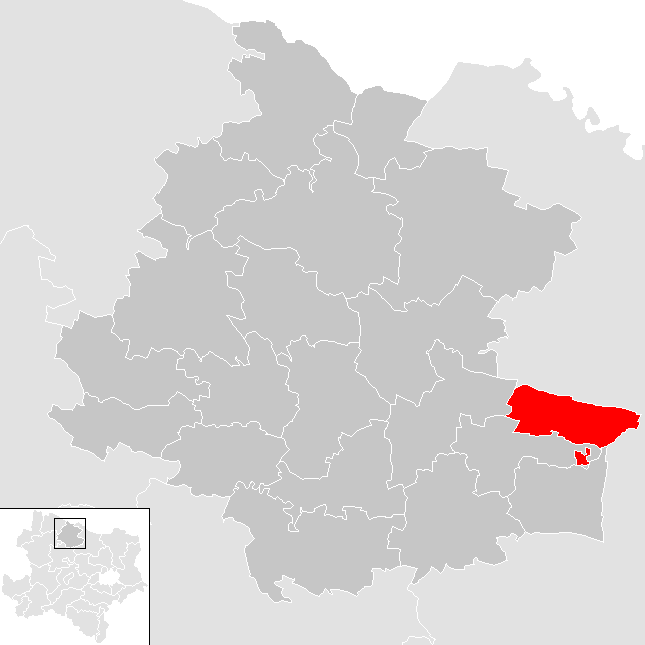
Röschitz a Horni járásban

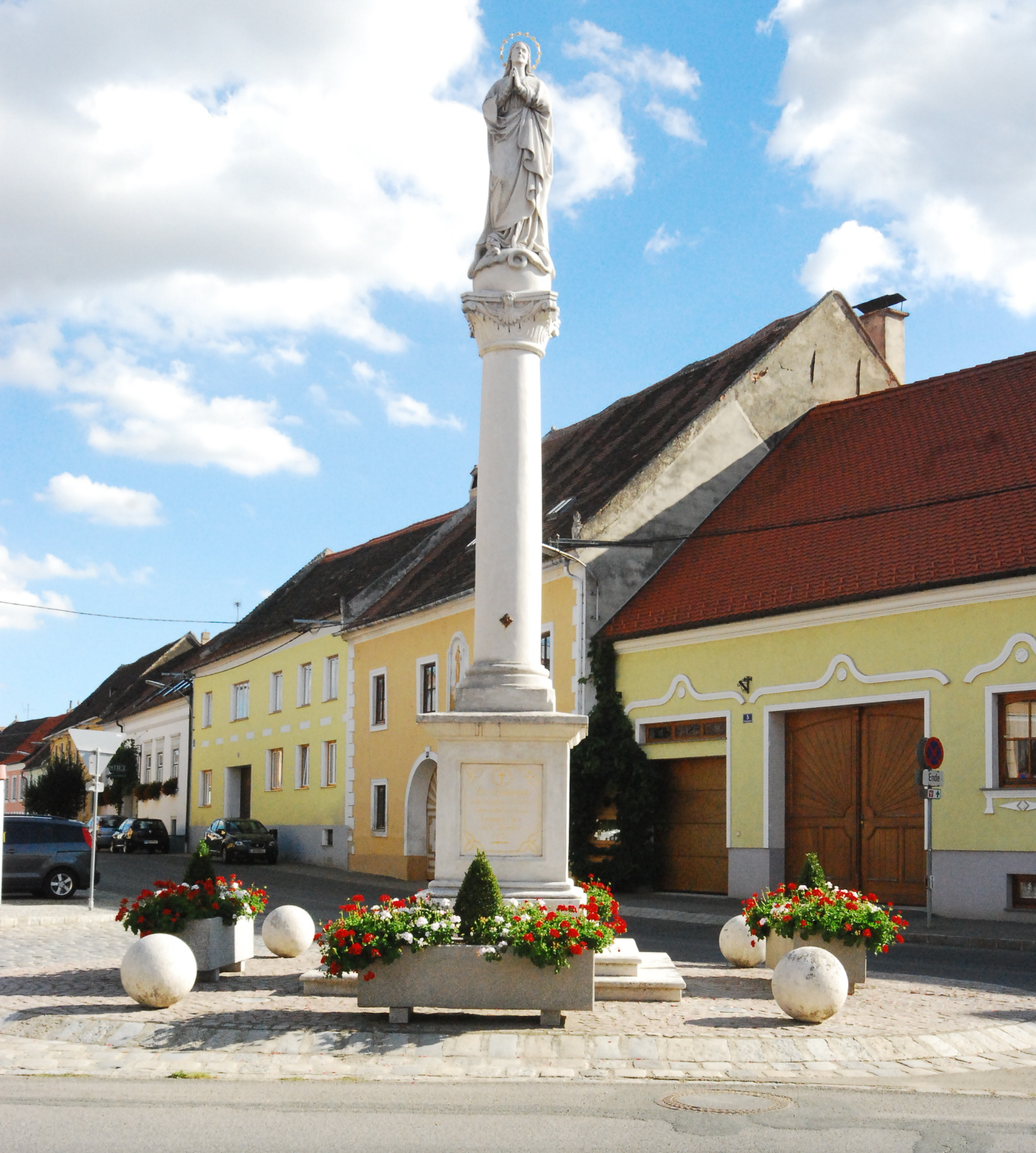
A Maria Immaculata-szobor a főtéren

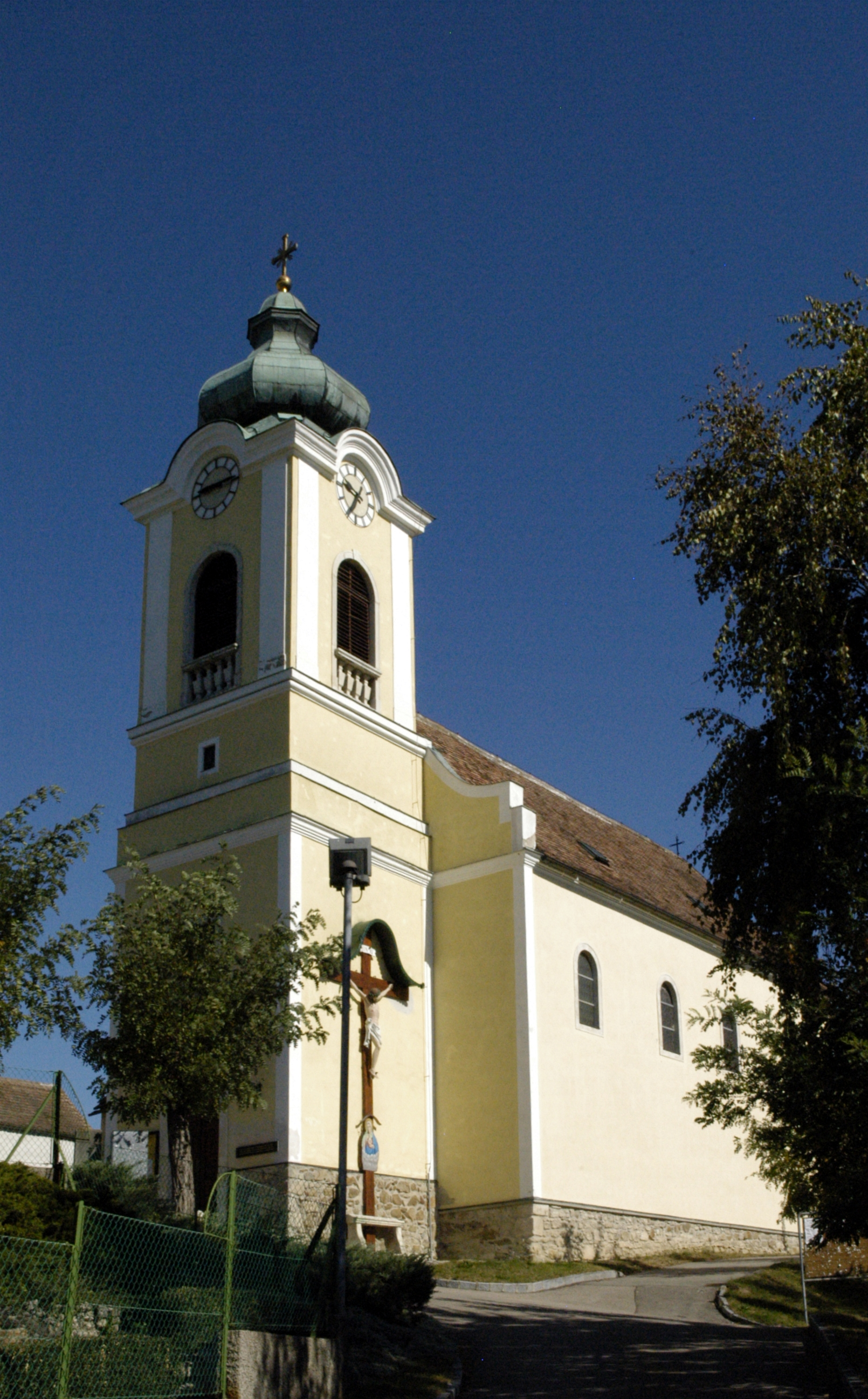
A roggendorfi Szt. Pongrác-templom

Röschitz a tartomány Weinviertel régiójában fekszik a Maigner Bach folyó mentén. Területének 3,3%-a erdő, 16,3% szőlő, 72,3% áll egyéb mezőgazdasági művelés alatt. Az önkormányzat 4 települést egyesít: Klein-Jetzelsdorf (115 lakos 2024-ben), Klein-Reinprechtsdorf (50), Roggendorf (229) és Röschitz (727).
A környező önkormányzatok: északra Pulkau, északkeletre Zellerndorf, keletre Sitzendorf an der Schmida, délre Eggenburg, nyugatra Meiseldorf.

## Története
Röschitzet először 1157 körül, amikor Rüdiger de Respic egy szőlőt adományozott az eggenburgi apátságnak. Kiterjedt szőlői több tulajdonos között oszlottak meg, többek között a  Kuenring család, az altenburgi, a St. Bernhard-i és a retzi kolostorok, valamint az eggenburgi ispotály is rendelkeztek itteni földbirtokokkal.
1446-ban pallosjogot kapott, I. Miksa császár pedig 1514-ben engedélyezte a vásártartást (vagyis mezővárosi jogokkal rendelkezett). Röschitz a retzi uradalomhoz tartozott. 1645-ben a harmincéves háború során elfoglalták a svédek. 1646-ban a jezsuiták bécsi rendháza szerezte meg a birtokot, de már 1683-ban visszakerült Retzhez. 1681-ben pestis dúlt a településen; ennek végeztével építették hálából a Szentháromság-kápolnát.

## Lakosság
A röschitzi önkormányzat területén 2024 januárjában 1121 fő élt. A lakosságszám 1900-ban érte el a csúcspontját 1927 fővel, azóta csökkenő tendenciát mutat. 2022-ben az ittlakók 97%-a volt osztrák állampolgár; a külföldiek közül 0,5% a régi (2004 előtti), 1,5% az új EU-tagállamokból érkezett. 0,1% a volt Jugoszlávia (Horvátország és Szlovénia kivételével) vagy Törökország; 0,9% egyéb ország polgára volt. 2001-ben a lakosok 96,9%-a római katolikusnak, 0,5% evangélikusnak, 0,2% ortodoxnak, 2,3% pedig felekezeten kívülinek vallotta magát. Ugyanekkor egy magyar élt a mezővárosban; a legnagyobb nemzetiségi csoportot a németek (98,8%) mellett a csehek alkották 2 fővel (0,2%).
A népesség változása:

| 2016 | 1 053 |
| 2018 | 1 052 |

## Látnivalók
- a Szt. Miklós-plébániatemplom
- a roggendorfi Szt. Pongrác-plébániatemplom
- a helytörténeti múzeum

## Fordítás
- Ez a szócikk részben vagy egészben  a   Röschitz című német Wikipédia-szócikk ezen változatának fordításán alapul.  Az eredeti cikk szerkesztőit annak laptörténete sorolja fel. Ez a jelzés csupán a megfogalmazás eredetét és a szerzői jogokat jelzi, nem szolgál a cikkben szereplő információk forrásmegjelöléseként.